# گایزنهایم
شهر گایزنهایمدر ایالت هسن در کشور آلمان واقع شده‌است.

## نگارخانه

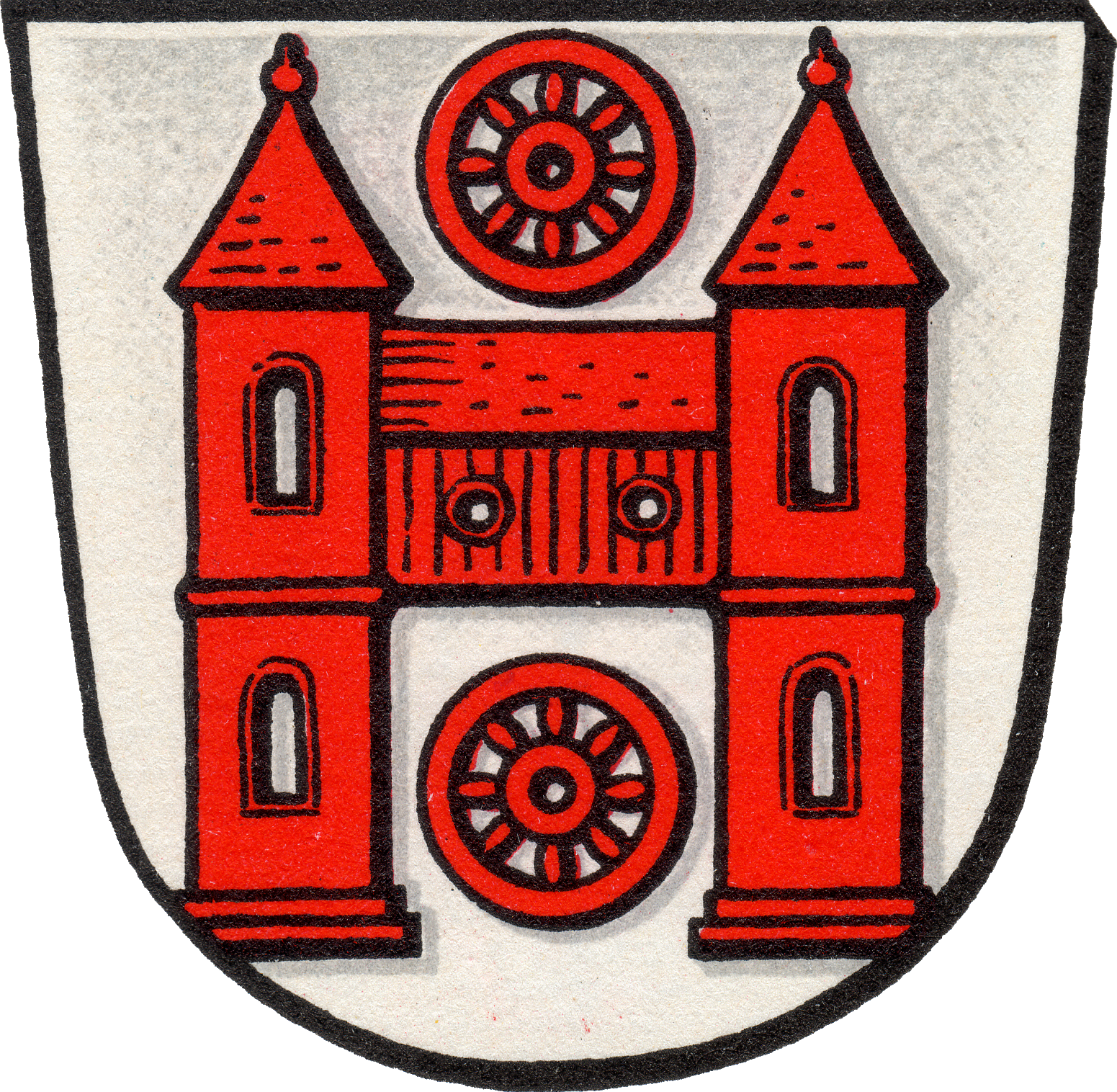
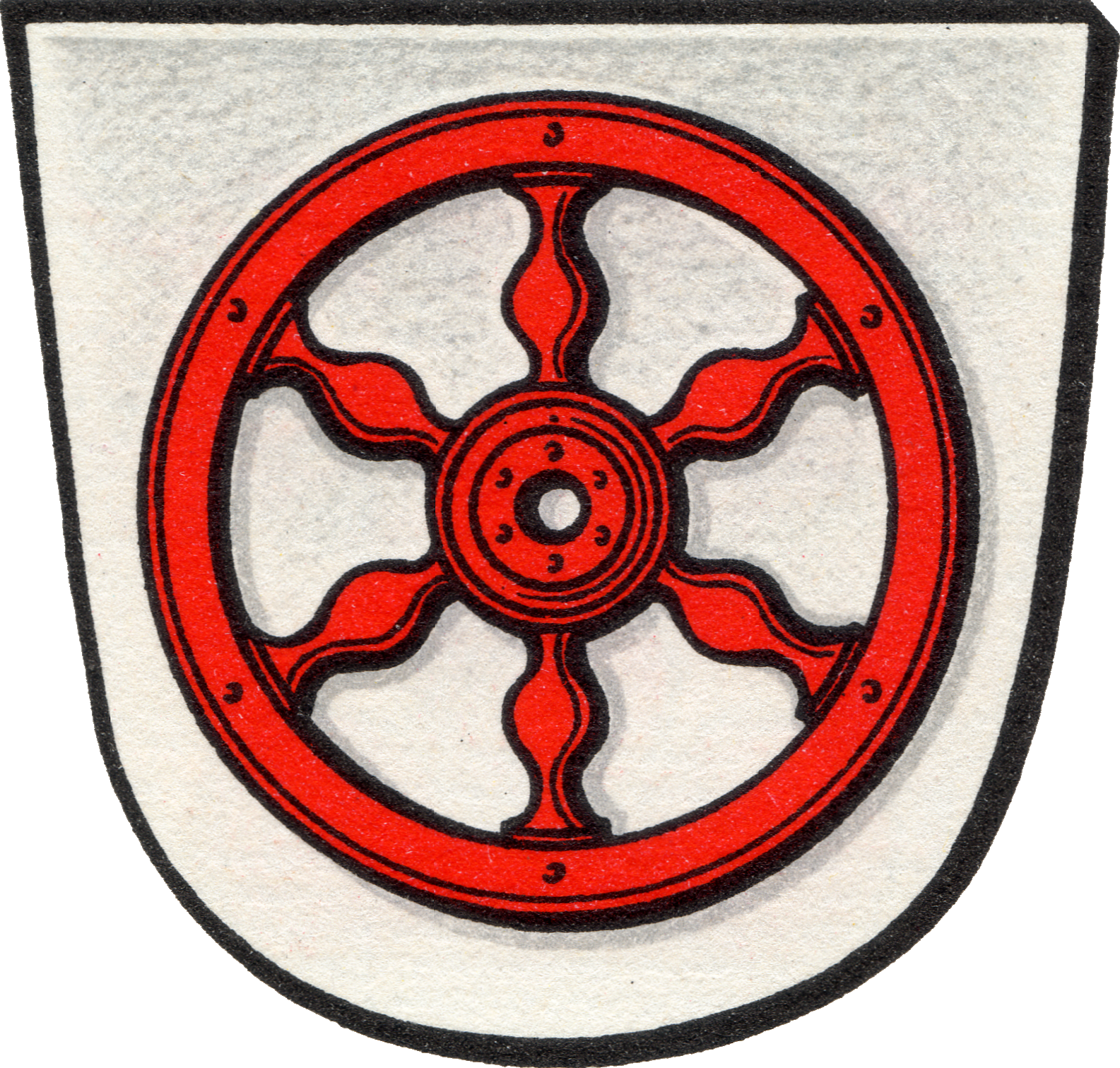
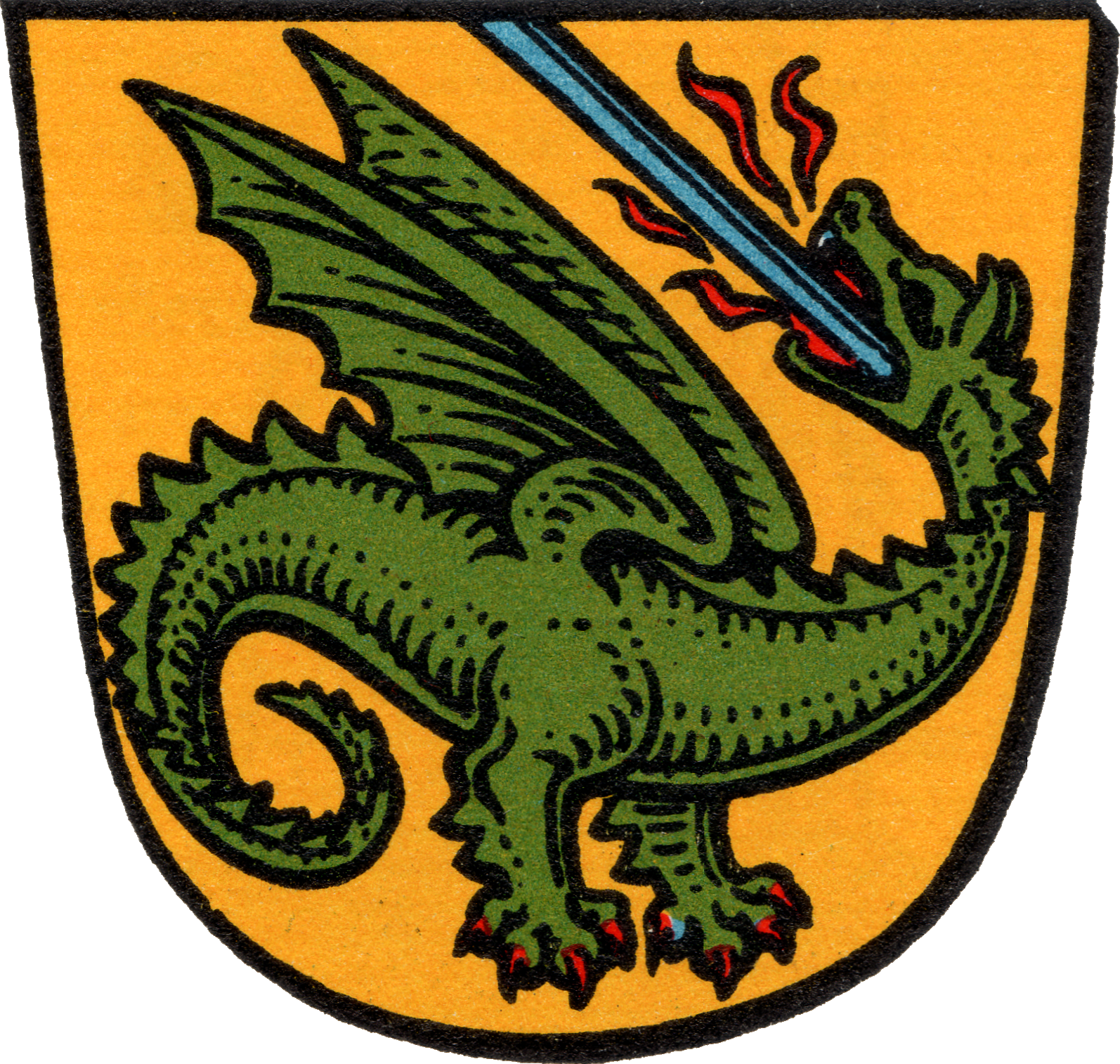